# Wappen von Lubliniec

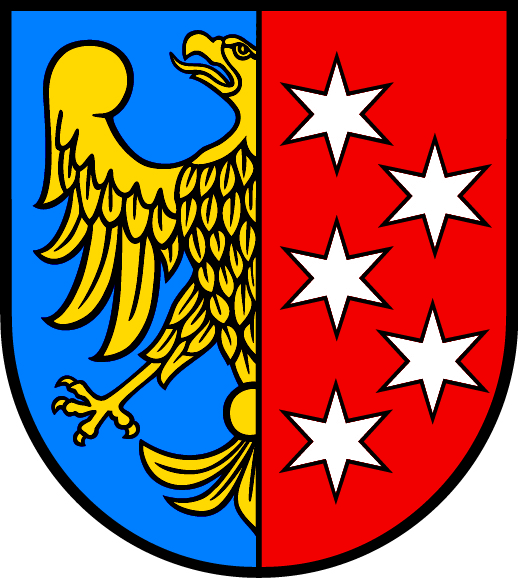
Wappen der Stadt

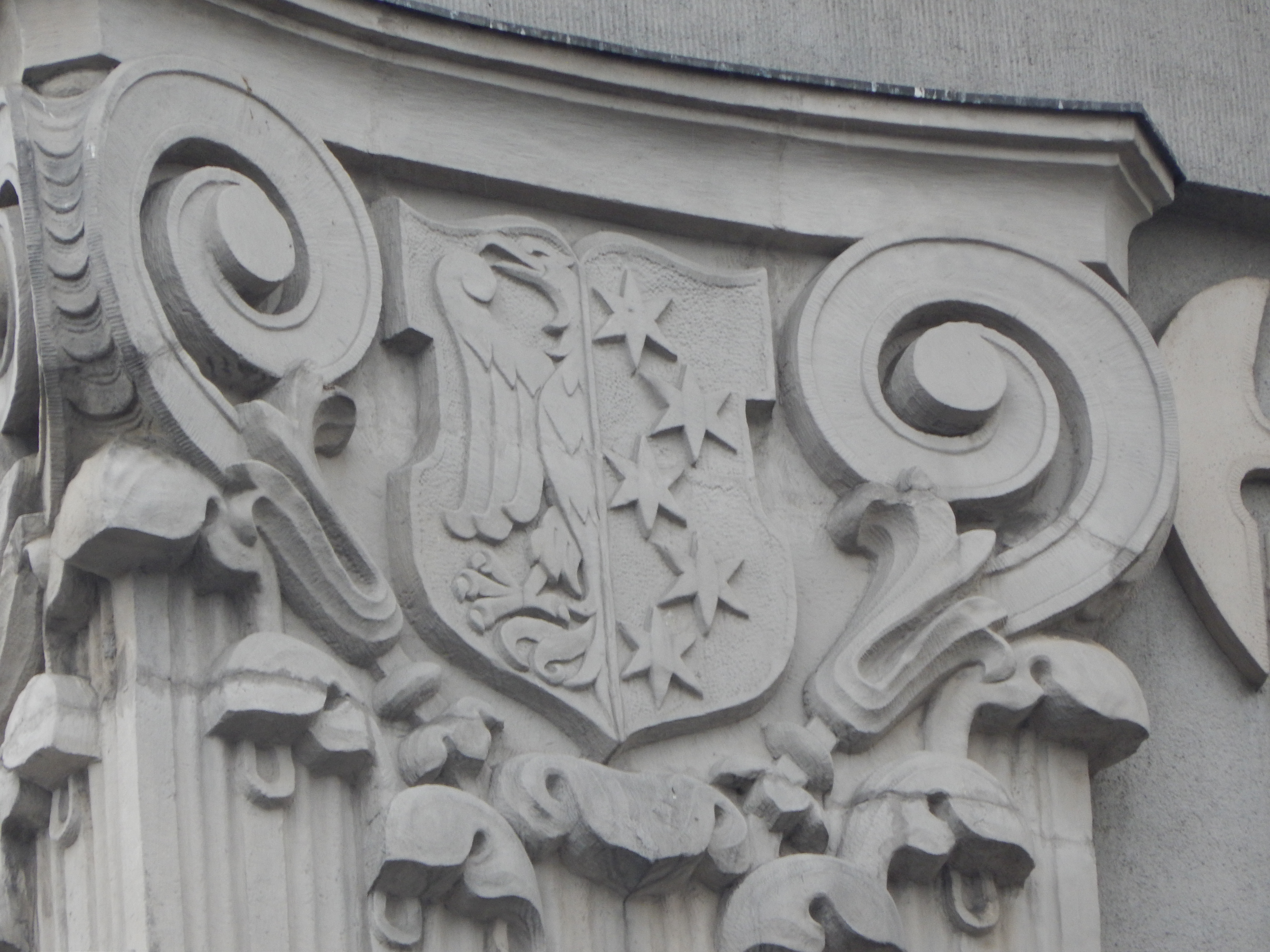
Das Wappen am schlesischen Parlament

Das Wappen der Stadt Lubliniec (deutsch Lublinitz) besteht aus zwei durch Spaltung erzeugten Feldern. Es geht zurück auf alte Siegel der Stadt.

## Beschreibung
Das Wappen der Stadt ist gespalten. Im vorderen Feld befindet sich auf blauem Grund ein halber goldener Adler. Im hinteren Feld befinden sich auf rotem Grund fünf silberne sechseckige Sterne.
Der Halbadler steht für den Adler der oberschlesischen Piasten.
In dieser Form wurde das Wappen bis ins 20. Jahrhundert verwendet. Dann wurde das rote Feld durch ein blaues Feld ersetzt und die Sterne erhielten eine goldene Farbe. 2016 kehrte man zur alten Form mit einem roten Feld zurück.

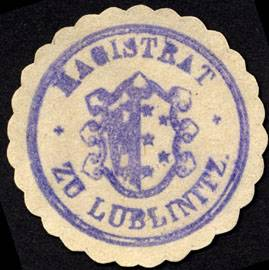
Alte Siegelmarke
Das Wappen bis 2016
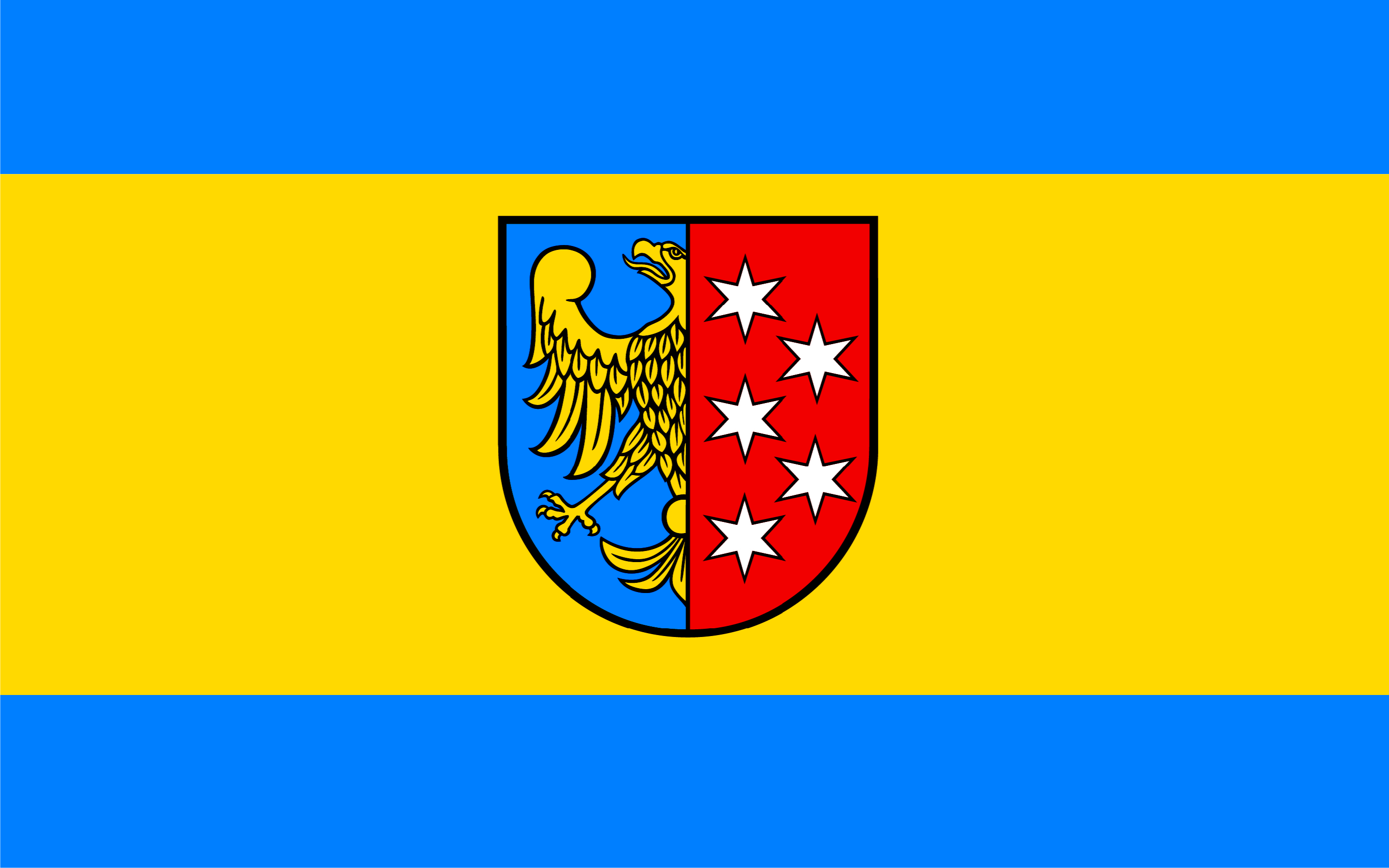
Die Stadtflagge

## Das Wappen als Schmuck
Das Wappen findet sich als Fassadenschmuck am Schlesischen Parlament in Kattowitz.